# زبگنی
زبگنی (به مجاری:  Zebegény) یک منطقهٔ مسکونی در مجارستان است که در زوب واقع شده‌است. زبگنی ۱٬۲۰۴ نفر جمعیت دارد.